# Associazione Calcio Prato 1948-1949
Questa voce raccoglie le informazioni riguardanti l'Associazione Calcio Prato nelle competizioni ufficiali della stagione 1948-1949.

## Rosa
| N. |                   | Ruolo | Calciatore         |
| -- | ----------------- | ----- | ------------------ |
|    | Italia (bandiera) | D     | Moreno Cambi       |
|    | Italia (bandiera) | C     | Giuseppe Carissimi |
|    | Italia (bandiera) | C     | Luigi Ciabatti     |
|    | Italia (bandiera) | A     | Emilio Ferrari     |
|    | Italia (bandiera) | C     | Saverino Flebus    |
|    | Italia (bandiera) | C     | Mario Genta        |
|    | Italia (bandiera) | A     | Luciano Giusti     |
|    | Italia (bandiera) | A     | Oreste Guaraldo    |
|    | Italia (bandiera) | C     | Francesco Lamberti |
|    | Italia (bandiera) | C     | Renato Melzi       |

| N. |                     | Ruolo | Calciatore          |
| -- | ------------------- | ----- | ------------------- |
|    | Italia (bandiera)   | A     | Gaspare Parvis      |
|    | Italia (bandiera)   | D     | Giuliano Ragghianti |
|    | Italia (bandiera)   | D     | Ivanoe Sacchetti    |
|    | Italia (bandiera)   | A     | Armando Salimbeni   |
|    | Italia (bandiera)   | P     | Osvaldo Tesi        |
|    | Italia (bandiera)   | A     | Antonio Torreano    |
|    | Italia (bandiera)   | A     | Pio Trasmondi       |
|    | Italia (bandiera)   | C     | Augusto Vaccari     |
|    | Italia (bandiera)   | D     | Mario Vestri        |
|    | Ungheria (bandiera) | A     | János Zorgo         |